# Сауранбаев, Хати
Хати Сауранбаев (1896 год, Унгурлы, Верненский уезд, Семиреченская область, Туркестанский край, Российская империя — 16 октября 1976 год) — первый председатель колхоза «Бельбасар», Герой Социалистического Труда (1948).

## Биография
Родился в 1896 году в урочище Унгурлы Верненского уезда Семиреченской области (ныне — Ескишуский сельский округ, Шуский район, Жамбылская область, Казахстан).
До установления Советской власти работал учителем в своём родном посёлке Унгурлы. В 1929 году организовал артель. В 1933 году был назначен председателем колхоза «Бельбасар». На этой должности находился до 1960 года.
Во время Великой Отечественной войны передал фронту все свои сбережения в размере 100 тысяч рублей.
В 1947 году колхоз «Бельбасар» под руководством Хати Сауранбаева увеличил поголовье лошадей на 104,2 %, поголовье крупного рогатого скота — на 103 %, поголовье овец и коз — на 112,6 % и поголовье верблюдов — на 109 %. В этом же году колхоз собрал 1397 внеплановых центнеров сахарной свеклы. В 1948 году удостоен звания Героя Социалистического Труда «за получение высокой продуктивности животноводства в 1947 году при выполнении колхозом обязательных поставок сельскохозяйственных продуктов и плана развития животноводства».
Имел трёх сыновей и трёх дочерей.
В 1960 году вышел на пенсию. Умер 16 октября 1976 года.

## Память
После смерти Хати Сауранбаева совхоз «Бельбасар» был назван его именем.

## Награды
- Герой Социалистического Труда — указом Президиума Верховного Совета СССР от 28 марта 1948 года;
- Орден Ленина (1948);
- Орден Трудового Красного Знамени — дважды.